# Metalinhomoeus filicaudatus
Metalinhomoeus filicaudatus är en rundmaskart. Metalinhomoeus filicaudatus ingår i släktet Metalinhomoeus, och familjen Linhomoeidae. Arten är reproducerande i Sverige.